# The Top Notes
The Top Notes waren eine Rhythm-&-Blues Gesangsgruppe rund um die Sänger Derek Martin und Howard Guyton. In den frühen 1960er-Jahren veröffentlichte die Band einige Singles, unter anderem eine Version des Songs Twist and Shout.

## Geschichte
Die Mitglieder der Gruppe The Top Notes stammten aus früheren Bands von Martin und Guyton mit den Namen The Five Pearls, The Sheiks, The Pearls und Howie und the Sapphires. Diese Gruppen veröffentlichten Songs bei den Labels Aladdin, Cat, Atco und Okeh Records. Neben Martin und Guyton gehörten auch George Wilson Torrence Jr. und Sänger bekannt als Roy und Johnny zu den Gründungsmitgliedern. Nachdem die Band 1961 die Plattenfirma wechselte, kamen weitere Mitglieder hinzu wie Barbara Wells, Dionne Warwick und Rosco King.
Unter dem Bandnamen The Top Notes unterschrieb die Band 1960 einen Plattenvertrag bei Atlantic Records und veröffentlichte im selben Jahr zwei Singles A Wonderful Time und Say Man.
Im Jahre 1961 nahm die Band die Songs Twist and Shout unter der Leitung von Phil Spector auf, der bereits die erste Version des Songs von Phil Medley und Bert Berns produzierte. Der Song wurde kein Hit. The Top Notes veröffentlichten anschließend keinen Song mehr bei dem Label Atlantic Records. Twist and Shout wurde 1962 von der Band The Isley Brothers und 1963 von den Beatles (siehe The Beatles/Diskografie) aufgenommen. Die Beatles erreichten mit dem Song die Nummer eins der US-Charts.
1963 nahm die Band ihren letzten Song I Love You So Much auf.

## Diskografie
- 1960: A Wonderful Time / Walkin’ with Love[3]
- 1960: Say Man / Warm Your Heart
- 1961: Hearts of Stone / The Basic Things
- 1961: Twist and Shout / Always Late (Why Lead Me On)
- 1962: Wait for Me Baby / Come Back Cleopatra
- 1963: I Love You So Much / It’s Alright